# مقاطعة عيرجابو
مقاطعة عيرجابو (بالصومالية: Degmada Ceerigaabo)‏ أكبر مقاطعات محافظة سناج المتنازع عليها بين الصومال وصوماليلاند، وعاصمتها عيرجابو.

## التركيبة السكانية
يصل إجمالي عدد سكان مقاطعة عيرجابو إلى 220.546 نسمة، وتقطنها عشائر صومالية، هي هبر يونس في الشمال و هبر جعلو في الغرب، وورسنغلي في الشرق، وطلبهنتي في الجنوب.

## المدن والقرى
- دملا حجري
- ميط - مدينة ساحلية قديمة.
- يُبّي - تضم قاعدة عسكرية لصوماليلاند.
- هدافتيمو - تضم قاعدة عسكرية لبونتلاند.
- عرمالي
- جود عانود
- هيس - مدينة ساحلية تاريخية.
- قعبلي – منطقة تضم العديد من المواقع الأثرية والمقابر القديمة.
- يٌفلي
- ميطيشو
- فيقيفوليى
- جلويتة - موقع أثري وموقع رئيسي للفنون الصخرية.
- ديّحا
- جيدلي
- وقدريا - قرية ساحلية.

## روابط خارجية
- الخريطة الإدارية لمقاطعة عيرجابو
- مقاطعات الصومال